# Brio

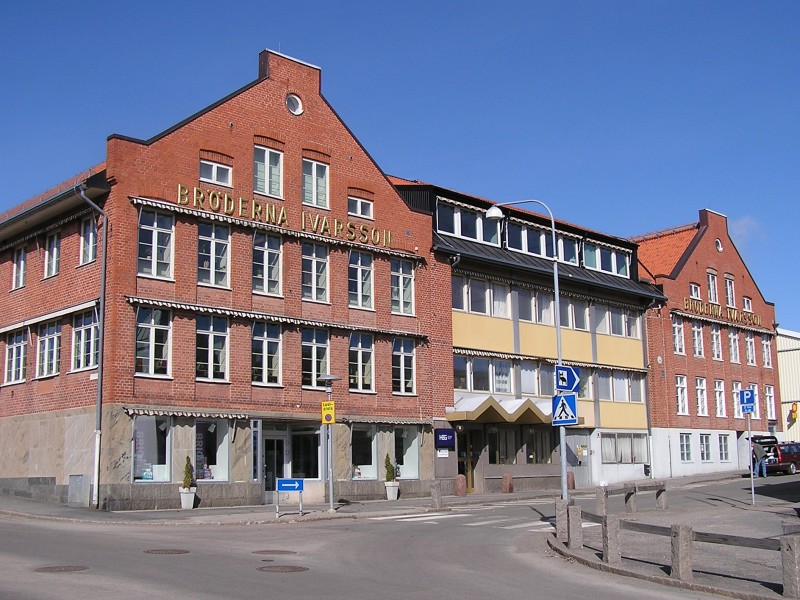
Brios tidigare huvudkontor vid Briogatan i Osby.

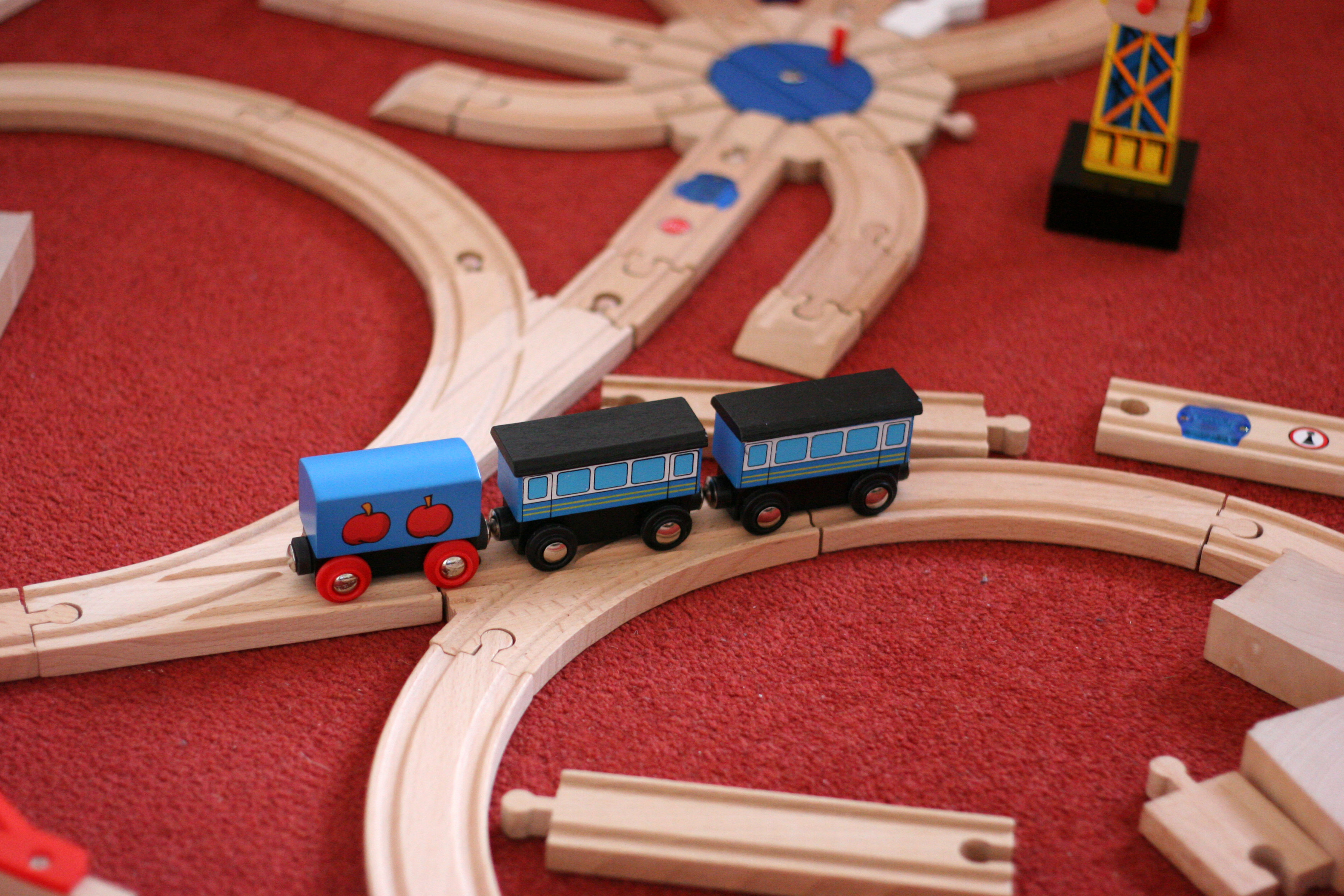
Brio träjärnväg.

Brio är ett svenskt företag som i huvudsak  tillverkar leksaker, från början av trä. Det grundades i Osby, men flyttade senare sitt huvudkontor till Malmö. Brio tillverkade tidigare också barnvagnar.
Proventus köpte Brio 2004 och sålde det vidare 2015 till den tyska pussel- och speltillverkaren Ravensburger.

## Historik
Företaget grundades 1884< av torparsonen Ivar Bengtsson (1860–1948)) i Boalt, i Glimåkra socken, numera i Östra Göinge kommun. I början ägnade Bengtsson sig huvudsakligen åt tillverkning och försäljning av korgar. År 1902 flyttade företaget en mil västerut, till grannsamhället Osby. Man hade nu bytt inriktning och bedrev handel med en mängd olika sorters varor. Det var också vid denna tid man började sälja träleksaker, genom ett samarbete med torparen och svarvaren Thomas Johansson i Osby som tillverkade den så kallade "Osbyhästen".
År 1908 skrev Ivar Bengtsson och hans hustru Sissa över ägandet av företaget till sina söner Viktor (1886–1941)), Anton (1887–1952)) och Emil Ivarsson (1894–1969)). I samband med detta registrerades firman som "Bröderna Ivarsson Osby" – därav förkortningen "Brio". Under sönernas regi expanderade företaget kraftigt, och blev Osbys största företag. Anton Ivarsson gjorde omfattande affärsresor till de flesta europeiska länder. Förutom leksaker upptog han tillverkning av barnvagnar och lättare möbler samt grosshandel med bosättningsartiklar, kortvaror och textilvaror 1937 ombildades firman till aktiebolag. Barnvagnar började Brio att tillverka i Osby 1947.
Brio hade egen tillverkning av träleksaker i Osby och Killeberg. En storsäljare som lanserades i slutet av 1940-talet var Labyrint-spelet. På 1950-talet lanserades flera av företagets mest kända leksaker som den stapelbara Brio-clownen, träjärnvägen och taxen.
Även om leksaker tidigt kom in i Brios sortiment, fortsatte man ända fram till 1960-talet att handla med en mängd olika sorters varor: keramik, textil, glas, hushållsartiklar, prydnadsföremål och så vidare. Senare kom man att koncentrera sig på leksaker och barnvagnar. Inom leksaker var företaget generalagent eller grossist för en mängd artiklar, till exempel Märklintåg, Steiff, Segas spelkonsoler och spel samt barbiedockor. 1983 förvärvades speltillverkaren Alga. 1984 firade Brio 100 år och invigde museet Lekoseum i ett tidigare lager i anslutning till fabriken i Osby.
Brio fortsatte att utvecklas fram till slutet av 1990-talet, då man drabbades av ekonomiska svårigheter. Efterhand avvecklades de allra flesta verksamheterna i Osby, eller flyttades till lågkostnadsländer. Större delen av Brio ägdes fortfarande inom familjen Ivarsson fram till 2004, då Proventus blev huvudägare. Därefter flyttades Brios huvudkontor 2006 från Osby till Malmö. 2005 beslöts att lägga ned den sista tillverkningen i Sverige då fabriken i Killeberg lades ned.

## Pågående verksamhet
Numera ägnar Brio sig huvudsakligen åt leksaker, men utan egen produktion. I maj 2013 såldes barnvagnsdelen till brittiska Britax. Merparten av Brios produkter tillverkas av fristående underleverantörer i Kina. Företaget avnoterades den 10 juni 2011 på NMG-börsen. Proventus aktieinnehav bestod då av 99,01% av aktierna. Resterande aktier tvångsinlöstes. I januari 2015 köptes Brio av tyska Ravensburger.
Brio har numera ingen verksamhet kvar i Osby. Leksaksmuseet Lekoseum finns kvar på orten, men ägs sedan 2014 av en stiftelse. Verksamheter och dotterbolag till Brio finns fortfarande bland annat i Malmö och i ett flertal länder utanför Sverige. Dessutom används varumärket Brio av ett antal butiker i Norge, vilka drivs på franchise-basis.